# Le Jeu du diable
Série Super Polar
L'homme qui ne voulait pas mourir
(1993) Le Maître de la terreur
(1993)
Pour plus de détails, voir Fiche technique et Distribution.
Le Jeu du diable (Il gioko) est un téléfilm giallo italien réalisé par Lamberto Bava en 1989 pour la collection Alta tensione de Reteitalia.
En France, Le Jeu du diable est un Super Polar de La Cinq. Il est finalement diffusé dans Les Jeudis de l'angoisse le 13 mai 1993 sur M6. La première diffusion italienne a lieu le 12 juillet 1999 sur Italia 1.

## Synopsis
Diana Berti est une jeune enseignante qui commence à travailler dans une école prestigieuse, essayant de surmonter un traumatisme subi dans son enfance. Mais des événements étranges commencent à se produire à l'école et Diana découvre que le professeur dont elle avait pris la place est mystérieusement décédé. De plus, dans un devoir de classe donné par l'ancienne enseignante, elle lit qu'une de ses élèves parle de l'existence d'un mystérieux « jeu du diable », qu'elle décrit comme quelque chose d'effrayant et de secret, et l'ancienne enseignante elle-même, dans la note de conclusion, répète que ce « jeu du diable » pourrait être quelque chose de très « dangereux ». Ses élèves mettent un voile sur cette affaire, mais Diana est certaine qu'ils lui cachent quelque chose, une sorte de secret partagé, le « jeu du diable », en fait. Elle commence à enquêter pour découvrir ce qu'est ce « jeu ».

## Fiche technique
- Titre français : Le Jeu du diable[3]
- Titre original italien : Il gioko[4]
- Réalisateur : Lamberto Bava, assisté de Ferzan Özpetek
- Scénario : Lamberto Bava, Dardano Sacchetti, Giorgio Stegani, Roberto Gandus
- Photographie : Gianfranco Transunto
- Montage : Daniele Alabiso (it)
- Musique : Simon Boswell
- Décors et costumes : Katia Dottori
- Production : Lamberto Bava, Andrea Piazzesi
- Société de production : Reteitalia, ANFRI
- Pays de production :  Italie
- Langue originale : italien
- Format : Couleur - 1,33:1
- Durée : 95 minutes
- Genre : Giallo
- Date de sortie :
  - France : 13 mai 1993 (M6)
  - Italie : 12 juillet 1999 (Italia 1)
- Interdit aux moins de 12 ans

## Distribution
- Alessandra Acciai : Diana Berti
- Jean Hebert : Commissaire Anselmi
- Daria Nicolodi : directeur de l'école
- Viola Simoncioni : Roberta Sassi
- Stefano De Sando : directeur adjoint
- Morena Turchi : Anna Giusti

## Production
Le film a été tourné à la Villa Roncioni, située dans le hameau de Pugnano dans la commune de San Giuliano Terme et à Tirrenia.

## Diffusion
Ce Super Polar destiné à La Cinq a finalement été diffusé pour la première fois en France dans Les Jeudis de l'angoisse le 13 mai 1993 pour Les Jeudis de l'angoisse.
En Italie, c'est l'un des quatre téléfilms de la collection Alta tensione, avec Témoin oculaire, L'homme qui ne voulait pas mourir et Le Maître de la terreur, produits par Reteitalia pour Fininvest en 1989. 
Dans son pays d'origine, le téléfilm n'a pas été diffusé à la télévision au moment de sa production en raison de la violence de certaines scènes. Le film est donc resté inédit pendant une bonne dizaine d'années, jusqu'à sa première diffusion sur Italia 1 le 12 juillet 1999. En 2007, l'intégralité de la série a été diffusée sur la chaîne satellitaire Zone Fantasy.